# Soldiers of Sunrise
Soldiers of Sunrise è l'album di debutto del gruppo musicale heavy metal brasiliano Viper, pubblicato nel 1987 dalla Rock Brigade.
Il disco venne ristampato nel 1992 dalla Massacre Records e, successivamente, nel 1997 dalla Paradoxx Music in un'edizione 2 in 1 con l'album Theatre of Fate.

## Tracce
1. Knights of Destruction - 03:12
2. Nightmares - 03:36
3. The Whipper - 03:10
4. Wings of the Evil - 03:55
5. H.R. - 03:15
6. Soldiers of Sunrise - 06:52
7. Signs of the Night - 03:30
8. Killera (Princess of Hell) - 02:38
9. Law of the Sword - 04:29

## Formazione
- Andre Matos - voce
- Pit Passarell - basso
- Yves Passarell - chitarra solista
- Felipe Machado - chitarra ritmica
- Cassio Audi - batteria